# 神本綾華
神本 綾華（かみもと あやか、1月18日 - ）は、日本の女性声優。東京都出身。81プロデュース所属。

## 略歴
アミューズメントメディア総合学院卒業生。
2020年4月1日付で81プロデュースに所属。

## 人物
趣味・特技は茶葉・香水集め、歌唱、ダーツ、メイクアップ。ダーツのプロライセンスも取得している。

## 出演

### テレビアニメ
- アイドールズ!（2021年、新人アイドルB）
- らんま1/2 (2024)（2024年、ともよ）
- 君のことが大大大大大好きな100人の彼女（2025年、木岩都スピ子）

### 劇場アニメ
- リョーマ! The Prince of Tennis 新生劇場版テニスの王子様（2021年　観客役）
- ウマ娘 プリティーダービー 新時代の扉（2024年、ウマレナガラノ、女子高生 他[4]）

### ゲーム
- De:Lithe Last Memories（2024年、南ワカナ[5]）
- イナズマイレブン 英雄たちのヴィクトリーロード（2024年、ガキ大将な男児、道に困ったおばあさん 他[1]）

### 吹き替え

#### 映画
- マイ・スパイ（2020年、トレント 他）
- ワイルド・ロード（2023年、リリー 他）
- 極限境界線-救出までの18日間-（2024年、女性PD 他）

#### ドラマ
- ライザのサバヨミ大作戦 season5（2022年、スカイ）
- 凍てつく楽園（2023年、アニカ 他）
- クロスオーバー（2023年、ウェイトレス 他）
- Encounters（2023年、少年 他）

#### テレビ番組
- マジックベイクオフ（2022年、リース）
- 出たとこ勝負!アドリブしまショー（2022年、デューク 他）

#### アニメ
- パディントンのぼうけん（2021年、マテオ 他）
- マーマデューク（2022年、チアリーダー 他）
- きかんしゃトーマス（2023年、アニーとクララベル）
- せかいはふしぎでできている（2023年、ドレー）
- ムーンガール&デビル・ダイナソー（2023年、ララ、ローラ、ローレル）
- LEGOマーベル/アベンジャーズコード・レッド（2023年、レッド・シー・ハルク）
- BLUE EYE SAMURAI/ブルーアイ・サムライ（2023年、タイゲン幼少期、他遊女）
- Princess Power season2（2023年、女性、他）
- Princess Power season3（2024年、アズール、他）
- モンスターズ・ワーク（2024年　ベン、JJ）
- ムーンガール&デビル・ダイナソー（2024年、セシリア）
- スパイディとすごいなかまたち（2024年、スクイレルガール）
- ミッシング・リンク 英国紳士と秘密の相棒（2025年、アマ・ラーム[6]）

### CM
- 真誠 クラッシュアーモンドすりごま（ごまちゃん）
- キッズステーションAstroscale CM（ELSA-d）

### Web
- YouTubeチャンネル『What 声You?』アイドールズプロジェクト（キャシー〈チームサクラ〉）

### オーディオブック
- きゃくほんかのセリフ！（2022年、朝比奈瞳 他[7]）
- 友人キャラは大変ですか? 2（2022年、呪理 他[8]）

### その他コンテンツ
- 81声優落語会